# The Spurs of Sybil
The Spurs of Sybil è un film muto del 1918 diretto da Travers Vale.

## Trama
La giovane Sybil Drew vive con leggerezza, frequentando la buona società e non preoccupandosi del futuro. Sua zia Annabelle, preoccupata per lei, la informa che ha deciso di diseredarla a meno che non riesca a guadagnarsi da vivere per un intero anno con le sue sole forze. La ragazza parte alla volta di New York con pochi soldi, decisa a vincere la sfida lanciatale dalla zia. Ma nella grande città, Sybil viene coinvolta in una serie di avventure che la fanno frequentare anche degli ambienti poco raccomandabili. Un medico, il dottor Ross Alger, si innamora di lei, ma è spinto a credere che la ragazza sia una truffatrice o una ladra. Alla fine, la verità viene ristabilita e Sybil convola a nozze con l'amato Ross.

## Produzione
Il film fu prodotto dalla World Film.

## Distribuzione
Il copyright del film, richiesto dalla World Film Corp., fu registrato il 19 febbraio 1918 con il numero LU12071.
Distribuito dalla World Film e presentato da William A. Brady, il film uscì nelle sale cinematografiche statunitensi il 4 marzo 1918.